# Maksim Mrvica
Maksim Mrvica (Sebenico, 3 maggio 1975) è un pianista croato.

## Biografia
Mrvica iniziò a prendere lezioni di pianoforte all'età di nove anni, seguito da Marija Sekso. Diede la sua prima esecuzione già durante il suo primo anno di studi e, dopo appena tre anni, diede il suo primo concerto del Concerto per pianoforte in do maggiore di Haydn.
Quando nel 1991 in seguito alla dichiarazione di indipendenza della Croazia scoppiò la guerra contro Serbia e Bosnia, Mrvica continuò con determinazione i propri studi e vinse, nel 1993, la sua prima competizione a Zagabria.
Mrvica iniziò a studiare presso l'Accademia di musica di Zagabria, dove, seguito dal maestro Vladimir Krpan, trascorse cinque anni. Nel corso dei suoi studi trascorse anche un anno al Conservatorio Franz Liszt di Budapest dove vinse il primo premio al concorso Nikolai Rubinstein International.
Nel 2000 si trasferì a Parigi per studiare con Igor Lazko ed ottenne, nel 2001, il primo premio al concorso di pianoforte Pontoise.
Rientrato in Croazia, la carriera di Mrvica fu in continua ascesa. Incise il suo primo cd, Gestures (1999), un album di musiche croate contemporanee.
Le composizioni di Mrvica sono state spesso usate da moltissimi atleti di pattinaggio artistico su ghiaccio, come ad esempio Irina Sluckaja (Croatian Raphsody, Totentanz), Johnny Weir  (Amazonic, Hana's Eyes, Wonderland), Yukari Nakano (Claudine).

## Discografia
- 1999: Gestures (Lisinski Studios).
- 2003: The Piano Player (EMI).
- 2004: Variations Part I&II (EMI).
- 2005: A New World (EMI).
- 2006: Electrik (EMI).
- 2007: Pure (MBO).
- 2008: Pure II (MBO).
- 2008: Greatest Maksim (EMI).
- 2010: Appassionata.
- 2014: Mezzo e Mezzo.
- 2015: Croatian Rhapsody